# 正中神経
正中神経（せいちゅうしんけい，英語: median nerve）は腕神経叢に由来する上肢腹側のおよそ真ん中を走行する神経で、前腕部においては、尺骨神経、橈骨神経とならぶやや径の大きな神経である。前骨間神経、総掌側指神経、固有掌側指神経に分枝する。

## 支配筋
- 円回内筋
- 橈側手根屈筋
- 長掌筋
- 方形回内筋
- 浅指屈筋
- 深指屈筋（正中神経と尺骨神経の二重神経支配）
- 母指対立筋
- 短母指外転筋
- 短母指屈筋（正中神経と尺骨神経の二重神経支配）
- 長母指屈筋
- 虫様筋（正中神経と尺骨神経の二重神経支配）

## 関連疾患
正中神経麻痺
原因としては手根管症候群、手首の骨折や外傷(ガラスによる深い切り傷やリストカットなど)、キーパンチャーのように手首を酷使する労働など。
- 低位麻痺

手関節付近が障害されて起こる麻痺。母指球筋が萎縮することによる猿手、perfect O徴候、母指対立運動不能といった運動障害と、支配範囲である掌の橈側、母指、示指、中指、および環指の橈側半分の知覚障害を呈する。
手根管症候群（チネル徴候、ファーレンテスト陽性）やリストカットなどのほか、事故による手首の圧迫などで発症することもある。
- 高位麻痺

肘窩より近位が障害されて起こる麻痺。正中神経が支配する筋肉および知覚範囲が障害される。低位麻痺の症状に加えて、前腕回内が出来ない、手関節、母指と示指が屈曲出来ない（祈祷肢位）などの症状も出ることがある。（円回内筋症候群）
鍼灸治療における治療穴は郄門穴、内関穴、大陵穴、曲沢穴。